# Língua seto

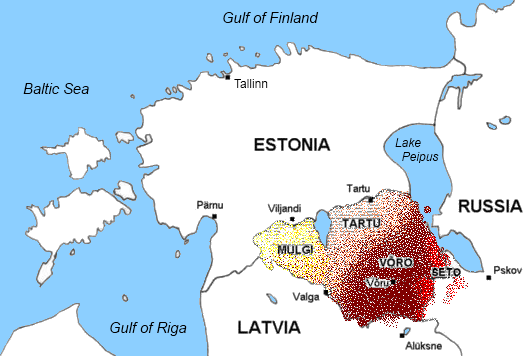
Sul da Estônia hoje. Seto é marcado com cor vermelha clara.

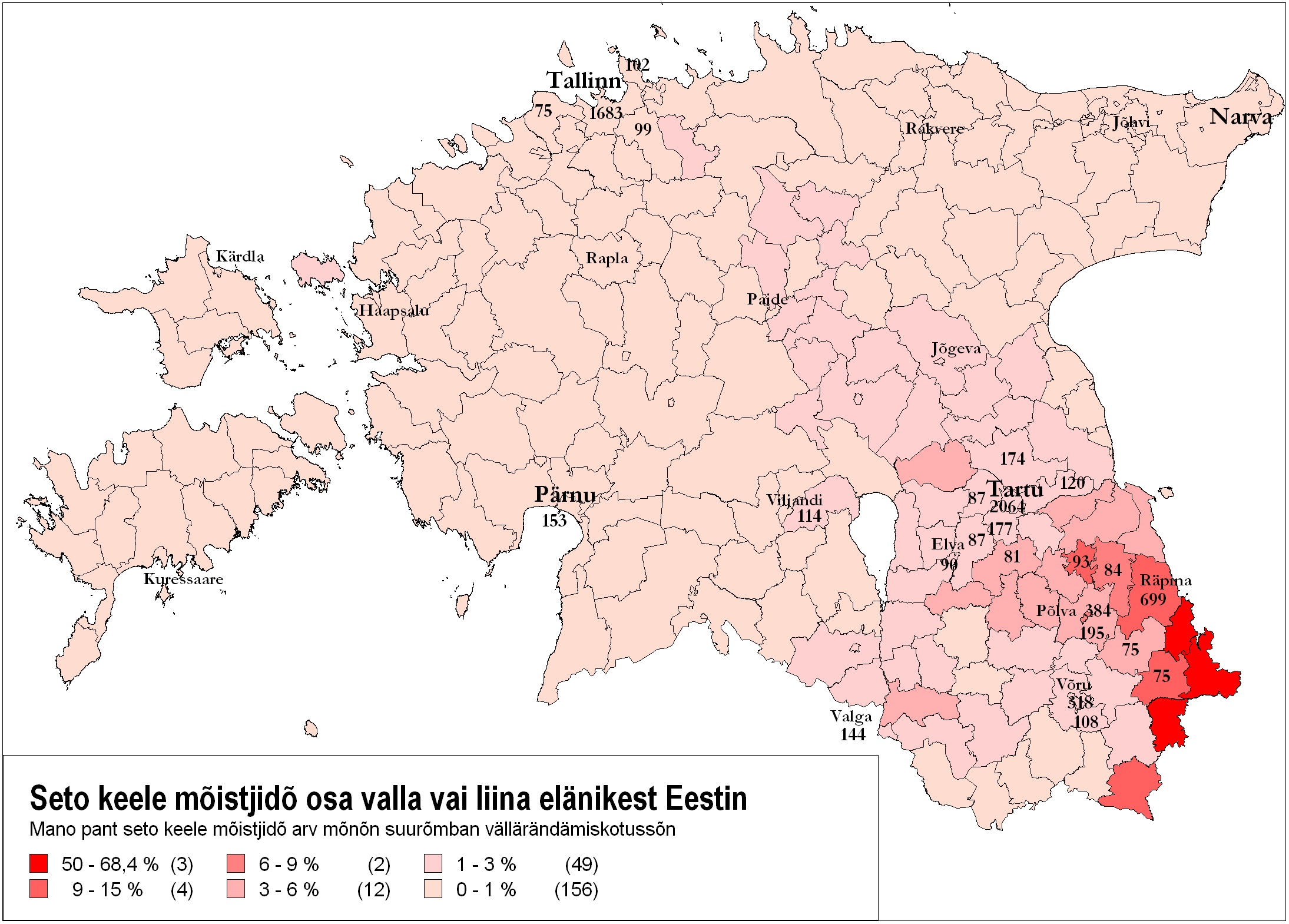
orcentagem de falantes de Seto nos municípios da Estônia de acordo com o censo da Estônia em 2011.

Seto (seto kiil ; em estoniano:   setu keel) é um dialeto do sul da Estônia ou uma língua separada falada por 12.549 pessoas.  Às vezes é identificado como um dialeto da   Võro, ou até os dois são descritos como um único idioma, Seto-Võro. No entanto, a identidade étnica do povo Setos ( Setokõsõq ) e Võros ( Võrokõsõq ) é bastante distinta; Os Setos habitam principalmente a área próxima à fronteira sudeste da Estônia com a Rússia em Setomaa e são primariamente da Igreja Ortodoxa Oriental, enquanto os Võros são tradicionalmente  Luteranos e vivem no condado Võru.

## Amostra de texto
Artigo 1 da Declaração Universal dos Direitos Humanos:
- Seto: Kõik inemiseq sünnüseq avvo ja õiguisi poolõst ütesugumaidsist. Näile om annõt mudsu ja süämetun'stus ja nä piät ütstõõsõga vele muudu läbi kjauma.
- Võro: Kõik inemiseq sünnüseq avvo ja õiguisi poolõst ütesugumaidsis. Näile om annõt mudsu ja süämetunnistus ja nä piät ütstõõsõga vele muudu läbi käümä.
- Estoniano: Kõik inimesed sünnivad vabadena ja võrdsetena oma väärikuselt ja õigustelt. Neile on antud mõistus ja südametunnistus ja nende suhtumist üksteisesse peab kandma vendluse vaim.
- Finlandês: Kaikki ihmiset syntyvät vapaina ja tasavertaisina arvoltaan ja oikeuksiltaan. Heille on annettu järki ja omatunto, ja heidän on toimittava toisiaan kohtaan veljeyden hengessä.
- Português:  Todos os seres humanos nascem livres e iguais em dignidade e direitos. Eles são dotados de razão e consciência e devem agir um com o outro em espírito de fraternidade.